# Keachi (Louisiane)
Keachi (Keatchie ou Keachie) est une ville américaine située dans la paroisse de De Soto en Louisiane. En 2010, sa population est de 295 habitants.

## Source de la traduction
- (en) Cet article est partiellement ou en totalité issu de l’article de Wikipédia en anglais intitulé « Keachi, Louisiana » (voir la liste des auteurs).